# 山下弥生
山下 弥生（やました やよい、1978年6月2日 - ）は、日本のパーソナリティ。FM鳥取の営業企画部長兼アナウンサー、パーソナリティとして活動している。以前は岡山のコミュニティFM放送で活動していた。
岡山県出身。

## 担当番組

### 現在
- TOTTORI Freestyle Radio (2019年11月〜)
- RADIO BIRD - INFOMUSEMENT STATION

### 過去
- TOTTORI MORNING EXPRESS
- HIT RADIO 825